# Christer Lundh (ekonomisk historiker)
Christer Lundh, född 1952, är en svensk ekonomisk historiker. 
Lundh blev 1987 filosofie doktor vid Lunds universitet på avhandlingen Den svenska debatten om industriell demokrati 1919–1924 och docent 1992. Han blev professor i ekonomisk historia där 2003 och överflyttade till motsvarande befattning vid Göteborgs universitet 2006. Han var associerad forskare till Studieförbundet Näringsliv och Samhälle 2002–2010 och ordförande för Vetenskapsrådets ämnesråd för humaniora och samhällsvetenskap 2010–2012.
Lundhs forskning har främst varit inriktad på arbetsmarknad och arbetsliv samt befolkningsekonomi. Forskningen har omfattat tiden från 1700-talets mitt till nutiden och behandlat frågor som personalinflytande, arbetsmiljö och arbetarskydd, arbetskraftsmigration, social rörlighet, lönebildning, invandrares integration, arbetskraftens åldersfördelning, externa och interna flyttningar, hushållssammansättning och giftermål.